# Paulia
Paulia là chi thực vật có hoa trong họ Apiaceae.